# 5 (Alizée-album)
Az 5 (franciául Cinq, IPA: [sɛ̃k]) Alizée francia énekesnő ötödik stúdióalbuma. Eredetileg 2012-ben jelent volna meg, de a kiadója, a Sony Music egészen 2013. március 25-ig halasztotta a megjelenést. A címet és az albumborítót 2013. január 3-án jelentették be a Star Academy show-ban. Az albumról két kislemez jelent meg, az első À cause de l'automne címmel 2012. július 4-én, a második pedig a Je veux bien volt, mely 2013. április 22-én került kereskedelmi forgalomba.

## Előkészületek és felvételek
A dalok felvétele a párizsi Low-Fi stúdióban és a brüsszeli ICP Studiosban történt 2011 és 2012 között.
A munkálatok kezdetén Alizée-nek egyetlen kikötése volt a dalokat illetően, mely így szólt: „A korombeli emberek ismerjenek magukra bennük”. Más szavakkal, kifejezetten Alizée-nek kellett írniuk, aki nagyon személyes hangvételűre vette ezt a lemezt. A daloknak egy olyan nőről kellett szólniuk, aki lassan belép a 30-as éveibe, de rengeteget élt.  Egy nőről, aki menthetetlenül romantikus, de tudja, hogyan kell harcolni és győzni. Talán ezt elképezi egyik tetoválás is, mely Hófehérkét ábrázolja egy M16-os géppuskával a kezében. Ami talán a legmeglepőbb, hogy a korához képest Alizée még mindig úgy tűnik, legbelül megmaradt a gyermeki énje, de bátran szembenéz a szerelem okozta csalódásokkal és a szívfájdalmakkal, melyek arra ösztönözték, hogy egy olyan albumot készítsen, mint a 5.
Maga Alizée a következő szavakkal jellemezte az új lemezt egy interjúban: befelé forduló és friss, valamint szélesebb közönséget szeretett volna érinteni vele, nem úgy mint az előző Une enfant du siècle albummal, mely inkább művészi és elvont volt.
A Mon chevalier és Dans mon sac dalokból kiderül, hogy az évek során hogyan romlott meg viszonya férjével, Jérémy Chatelainnel.

## Háttér és megjelenés
2011 elején olyan pletykák kezdtek terjedni, miszerint Alizée ismét stúdióba vonult és már az ötödik nagylemezén dolgozik.
Nem sokkal később kiderült, hogy Alizée együtt dolgozott Alain Chamfort francia énekessel a Clara veut la Lune című dalon, mely 2012 áprilisában jelent meg végül.
2012. február 1-6. között Alizée részt vett az Enfoirés-n, mely 2012-ben „Le bal des Enfoirés” néven került megrendezésre a Tony Garnier csarnokban, Lyonban. Eközben bejelentette, hogy új album kiadását tervezi 2012 tavaszán a Sony Music kiadó gondozásában. Később a kiadója 2012 őszére halasztotta annak megjelenési dátumát.
2012. június 27-én az énekesnő a hivatalos oldalán egy élő chat keretein belül jelentette be, hogy az új album első kislemeze másnap, július 28-án meghallgatható lesz a honlapján. Maga a dal pontosan 12 évvel a Moi… Lolita megjelenése után, 2012. június 4-én jelent meg és az À cause de l'automne címet viselte. A hozzá készült első klipet július 15-16-án forgatták Korzikán. (2012 őszén új, „hivatalos” klip készült hozzá, mely decemberben debütált a zenecsatornákon)  Emellett Alizée elárulta, hogy olyan művészekkel dolgozott együtt ötödik nagylemezén, mint Jean-Jacques Goldman, Thomas Boulard, Adrian Gallo vagy Pete Russell.
Július 12-től az album gyűjtői kiadása előrendelhető volt a Sony Music hivatalos oldaláról.
Miután megjelent az À cause de l'automne, sokan úgy gondolták, hogy ugyanezt a címet viseli majd az album is.
Az album eredeti megjelenési dátuma 2012. október 1. volt, azonban szeptember 3-án Alizée bejelentette, hogy az album megjelenése pár hetet csúszni fog. Szeptember 14-én Alizée a Facebook-oldalán hagyott egy üzenetet, melyben közölte, hogy az album megjelenése csak 2013 elején várható majd.
Október 23-án egy teaser videó jelent meg a hivatalos YouTube csatornáján, melyben részletek hallhatóak az új dalokból, valamint láthattuk, Alizée miként dolgozik a stúdióban.
2013. január 3-án a Star Academy műsorban először volt látható az új album borítója (később apró változtatás történt rajta) és annak neve. Január 15-én napvilágot látott a végleges borító, melyet maga Alizée osztott meg rajongóival. Emellett újabb halasztást jelentett be. A végső megjelenési dátum 2013. március 25. volt.

## Promóció

### Fellépések, TV-szereplések
Az első publikus fellépés 2012. december 21-én történt az RFM Rádió stúdiójában, ahol Alizée az À cause de l'automne kislemezét adta elő, élő adásban.
2013. január 3-án Alizée a Star Academy műsor vendége volt, ahol a tanoncokkal duettben adta elő néhány régebbi dalát, név szerint a Moi… Lolita-t, a J'en ai marre!-t és a Mademoiselle Juliette-et. Ugyanekkor elárulta új albuma nevét, és megmutatták annak borítóját.
Januártól kezdve rengeteg fellépést elvállalt, így részt vett a 2013-as Enfoirés-n, valamint február 9-én a Beach Soccer rendezvényen Monacóban.
2013 tavaszán fellépett az Une nuit à Makala jótékonysági koncerten is.
Miután 2013 áprilisában megjelent az album második kislemeze, a Je veux bien újabb fellépések vártak Alizée-re. Részt vett a 2013-as Tour de France ünnepélyes megnyitóján, s szülővárosában fellépett a Je veux biennel.

### Magazinok
2012 végén szerepelt az Inked magazin francia kiadásán, s mellé exkluzív interjút is adott a magazinnak.
2013 februárjában a Le Parisien számára készült egy fotósorozat róla, majd a POSE Mag és a Liz Mag magazinok címlapján láthattuk.
2013 végén a Paris Match-ban is láthattuk.

## Fogadtatás
A 5 kedvező fogadtatásban részesült a kortárs kritikusoktól. A kritikusok Alizée teljes emancipációját látták az albumban, azzal érvelve, hogy kiforrott stílusa, egyedi hangzása van, elegáns képet ad magáról, s klasszikus hangzású az album. Emellett hozzátették még, hogy a Lolita, aki a karrierje kezdetén volt, egy érett, fiatal nővé és egy csodálatos énekesnővé vált az évek során.

## Kislemezek

### Hivatalos kislemezek
- Az albumról elsőként kiadott dal az À cause de l'automne volt, mely legelőször Alizée hivatalos oldalán jelent meg 2012. június 28-án, 17:00-kor. Hivatalosan 2012. június 4-én jelent meg, pontosan 12 évvel a Moi… Lolita után.
- 2013. április 8-án Alizée a Facebook-oldalán keresztül erősítette meg, hogy a második (és egyben utolsó) kislemez a Je veux bien dal lesz. Kislemezként 2013. április 22-én jelent meg.

### Promóciós dalok
- A Dans mon sac volt a második dal, mely az album megjelenése előtt hallható volt. Ez 2013. február 11-én jelent meg Alizée hivatalos honlapján, majd később a hivatalos YouTube-csatornáján is.

## Az albumon szereplő dalok listája
1. À cause de l'automne (3:55)
2. 10 ans (3:02)
3. Je veux bien (3:36)
4. Mon chevalier (3:04)
5. Le dernier souffle (2:51)
6. Boxing club (2:53)
7. Jeune fille (2:34)
8. La guerre en dentelles (4:26)
9. Si tu es un homme (4:34)
10. Happy end (3:36)
11. Dans mon sac (2:38)

## Közreműködők
- Előadó, ének, vokálok: Alizée (minden dalban)
- Producer: Alexandre Azaria
- Executive producer: Thomas Jacquet & Isabelle Baleanu Perisson
- Smink és frizura: Elise Ollivier-Wong
- Fotók: Julien Lachaussée
- Grafika: Twice (17)
- Kórus: Alizée (minden dalban) & Angie Cazaux Berthias (10 ans & Happy end)
- Stílus: Yuksel
- Zenekar vezető: Gisèle Gérard Tolini
- Művészi rendező: Judith Fiori & Vincent Blaviel
- Akusztikus gitár: Philipe Foiera (Mon chevalier)
- Vonósok és rézfúvósok: Phil Delire & Camille Rousseau
- Harsona: Frederik Heirman & Marc Godefroid
- Trombita: Schepers & Serge Plume
- Hegedű: Cristina Constantin, Dirk Uten, Eric Baeten, Francois Grietje, Hans Vandaele, Liesbeth De Lombaert, Marc Steylaerts, Patrick Heselmans, Teresa Heidel & Veronique Gilis
- Cselló: Jean-Pierre Bordoux, Karel Steylaerts & Liesbeth De Lombaert